# Вторая гугенотская война
Вторая гугенотская война (1567—1568 годы) — вооружённый конфликт между французскими протестантами (гугенотами) и католиками, ставший второй из восьми религиозных войн. Гугенотов в этом конфликте возглавлял принц Конде, католиков — коннетабль Монморанси. В военных действиях перевес был на стороне католиков, но из-за нехватки ресурсов и гибели коннетабля они были вынуждены согласиться на мир, вскоре после которого война возобновилась.

## Истоки конфликта
По условиям Амбуазского мира 1563 года гугеноты получили ограниченную свободу вероисповедания, но начиная с 1566 года ситуация снова стала осложняться. Во многом это было связано с событиями в Нидерландах, где единоверцы гугенотов восстали против католической монархии. Руководители гугенотской партии Конде и Колиньи выступали за поддержку этого восстания, рассчитывая усилить таким образом позиции протестантизма во Франции. Королева-мать выступила против такого вмешательства; кроме того, она передала высокую должность генерального наместника королевства, на которую претендовал Конде, своему сыну, герцогу Анжуйскому.
Среди гугенотов ходили слухи о тайном союзе королевы с герцогом Альбой, который провёл свою армию на пути в Нидерланды вдоль восточных границ Франции. Это спровоцировало волну расправ гугенотов над католиками в провинции, самой известной из которых стала Мишелада в Ниме.
Партия Гизов, стремившаяся уничтожить гугенотские привилегии и считавшая Колиньи организатором убийства герцога Франсуа, вела активные переговоры о создании альянса католических держав. В этой ситуации в сентябре 1567 года вельможи-протестанты попытались захватить короля в Мо, но потерпели неудачу.
Собирая войска в регионе к югу от Парижа, Конде потребовал от королевы-матери предоставить гугенотам неограниченную свободу вероисповедания, снизить налоги и убрать из правительства всех иностранцев. Ответом был вызов Конде и Колиньи на королевский суд под угрозой объявления их мятежниками в случае неявки (7 октября). Их отказ означал начало войны.

## Военные действия
Так же, как и пять лет назад, войско германских протестантов двинулось на помощь Конде (возглавлял его Иоганн Казимир Пфальцский), но было задержано в Шампани Генрихом де Гизом. Монлюк сковал войско гугенотов юга в Гиени. Поэтому принц не успел получить подкрепления до встречи с основными силами католиков. Армия коннетабля атаковала Конде при Сен-Дени 10 ноября и разбила, но сам Монморанси был смертельно ранен в этом сражении, а гугеноты смогли объединить свои силы и компенсировать этим своё поражение. Зимой они успешно действовали в Шампани, а в конце февраля Конде осадил Шартр.
В январе 1568 года королева-мать встретилась в Шалоне с Оде де Шатильоном, чтобы начать переговоры о мире. Гугеноты выступали на этих переговорах с позиции силы. В результате договор, подписанный 23 марта в Лонжюмо, предполагал не только сохранение для них ограниченной свободы вероисповедания и контроля над рядом крепостей, но и оплату из казны службы их германских союзников. Тем не менее гугеноты остались недовольны условиями мира. Франция по-прежнему была разделена на два враждующих лагеря, что сделало неизбежным скорое возобновление войны.